# NGC 6796
NGC 6796 је спирална галаксија у сазвежђу Змај која се налази на NGC листи објеката дубоког неба.
Деклинација објекта је + 61° 8' 42" а ректасцензија 19h 21m 31,0s. Привидна величина (магнитуда) објекта NGC 6796 износи 12,7 а фотографска магнитуда 13,5. NGC 6796 је још познат и под ознакама UGC 11432, MCG 10-27-10, CGCG 302-11, IRAS 19208+6102, PGC 63121.